# Boppard
Boppard är en stad i Rhein-Hunsrück-Kreis i det tyska förbundslandet Rheinland-Pfalz. Boppard, som bland annat är känt för sitt kastell, har cirka 16 000 invånare.
Boppard har tio Ortsbezirke: Boppard-Stadt, Bad Salzig, Buchholz, Herschwiesen, Hirzenach, Holzfeld, Oppenhausen, Rheinbay, Udenhausen och Weiler.